# درو بوديني براون
درو بوديني براون (بالإنجليزية: Drew Bundini Brown)‏ مواليد 21 مارس 1928 في فلوريدا - الوفاة 24 سبتمبر 1987 في مقاطعة لوس أنجلوس، هو ممثل أمريكي.

## الأعمال
- شافت
- عندما كنا ملوكا
- الأعظم

## روابط خارجية
- درو بوديني براون على موقع IMDb (الإنجليزية)
- درو بوديني براون على موقع ألو سيني (الفرنسية)
- درو بوديني براون على موقع أول موفي (الإنجليزية)
- درو بوديني براون على موقع قاعدة بيانات الأفلام السويدية (السويدية)
- درو بوديني براون على موقع قاعدة بيانات الفيلم (الإنجليزية)
- درو بوديني براون على موقع كينوبويسك (الروسية)